# Gueiquesales
Los Gueiquesales, Guyquechale, Guisole o Cotzale fueron una tribu coahuilteca que habitaba en 1700 al extremo norte del estado mexicano de Coahuila, cruzando en veces el Río Bravo para cazar y recolectar alimentos al sur de la meseta de Edwards, en Texas. Eran cazadores-recolectores nómadas y guerreros formidables que al llegár los conquistadores se aliaron a estos; incluso tomaron el papel de guardianes y vigilantes en la Expedición Bosque-Larios a la que se les unieron en el río Nadadores, con respecto a esto se cita lo siguiente:

El 30 de abril 1675, Fernando del Bosque, Fray Juan Larios, Fray Dionisio de San Buenaventura, diez soldados españoles, Agustín Lázaro, gobernador del pueblo indígena de San Miguel de Luna, el Capitán Juan de la Cruz, y veinte indios Bobole establecen a partir de la misión de Nuestra Señora de Guadalupe, en el sitio de la actual Monclova, Coahuila, para convertir a los indios del Coahuila. En el río Nadadores se les unió un centenar de indios Guyquechale.
Kaye A. Walker en TSHA

Los Gueiquesales entraron en varias misiones de Coahuila. Desapareció su integridad étnica al entrar en contacto con la cultura cristiana de los misioneros.